# 文察核子科學研究所
文察核子科學研究所（Vinča Nuclear Institute）是塞爾維亞貝爾格萊德附近的核子物理研究機構。文察核子科學研究所自成立以來也進行物理、化學和生物學領域的研究，是貝爾格萊德大學的一部分。

## 臨界事故
1958年10月15日，其中一座研究反應爐發生臨界事故。六名工人受到大量輻射，其中一人不久後死亡；另外五人接受了歐洲首批骨髓移植手術。
六名年齡在24至26歲之間的研究人員正在對反應爐進行實驗，實驗結果將被一名學生用於他的論文。不知何時，他們聞到了濃烈的臭氧氣味。他們花了10分鐘才發現臭氧的來源，但那時他們已經受到輻射了。新南斯拉夫通訊社曾短暫播報了這一消息，但隨後有關該事件的報道就被壓制。國家委員會認定該事件是由於研究人員的粗心和不守紀律造成的。患者首先在貝爾格萊德接受治療，由瓦薩·揚科維奇醫生負責治療。由於研究所所長帕夫萊·薩維奇（Pavle Savić）的個人關係，他們被調往巴黎的居禮研究所。帕夫萊·薩維奇是伊雷娜·居禮和弗雷德里克·約里奧-居禮的合作夥伴。
在巴黎，他們接受了腫瘤學家喬治·馬泰 (Georges Mathé) 的治療。五名研究人員受到嚴重輻射：Rosanda Dangubić、Života Vranić、Radojko Maksić、Draško Grujić和Stijepo Hajduković，而Živorad Bogojević則受到低劑量輻射。馬泰為他們五人全部進行了手術，成功進行人類歷史上首例異基因骨髓移植手術。捐贈者皆為法國人：馬塞爾·帕比翁 (Marcel Pabion)、阿爾伯特·比隆 (Albert Biron)、雷蒙德·卡斯塔尼爾 (Raymond Castanier) 和奧黛特·德拉吉 (Odette Draghi)—四個孩子的母親。第五位捐贈者是馬特團隊的成員萊昂·施瓦岑貝格（Léon Schwartzenberg）。 1958 年 11 月 11 日，馬克西奇（Radojko Maksić）成為第一個接受無關捐贈者（Pabion）移植的男性。在接受治療的五名患者中，只有Vranić死亡，其他人康復後返回貝爾格萊德，繼續在文察核子科學研究所或其他機構工作。